# Geoff Kabush
Geoff Kabush (Comox, 14 april 1977) is een Canadees mountainbiker. Hij vertegenwoordigde zijn vaderland driemaal bij de Olympische Spelen: 2000, 2008 en 2012.

## Overwinningen

### Cross
| Seizoen   | Wereldbeker | Superprestige | bpost trofee | WK  | CK     | Overige      | Totaal aantal zeges |
| --------- | ----------- | ------------- | ------------ | --- | ------ | ------------ | ------------------- |
| 2004-2005 |             |               |              | ND  | Goud   | Gloucester   | 2                   |
| 2005-2006 |             |               |              | ND  | Goud   |              | 1                   |
| 2006-2007 |             |               |              | ND  | Zilver |              | 0                   |
| 2007-2008 |             |               |              | ND  |        |              | 0                   |
| 2008-2009 |             |               |              | ND  | Goud   | Edmonton     | 2                   |
| 2009-2010 |             |               |              | ND  | Goud   | Edmonton     | 2                   |
| 2010-2011 |             |               |              | ND  |        | Fort Collins | 1                   |
| 2011-2012 |             |               |              | ND  |        |              | 0                   |
| 2012-2013 |             |               |              | 24e | Goud   | Surry        | 2                   |

### MTB
| Seizoen | Wereldbeker | Kampioenschappen | Overige                        | Totaal aantal zeges |
| ------- | ----------- | ---------------- | ------------------------------ | ------------------- |
| 2005    |             | CK               | Sea Otter Classic              | 2                   |
| 2006    |             | CK               | Rotoua                         | 2                   |
| 2007    |             | CK               | PanAmerican, Sea Otter Classic | 3                   |
| 2008    |             | CK               |                                | 1                   |
| 2009    | Bromont     | CK               |                                | 2                   |
| 2010    |             | CK               |                                | 1                   |
| 2011    |             |                  |                                | 0                   |
| 2012    |             |                  | Hardwood, Sea Otter Classic    | 2                   |
| 2013    |             |                  | Whistler                       | 1                   |